# Cục Hàng không Liên bang
Cục Hàng không Liên bang (tiếng Anh: Federal Aviation Administration, viết tắt là: FAA) của Hoa Kỳ là một cơ quan quốc gia có quyền hạn để điều chỉnh tất cả các khía cạnh của hàng không dân dụng. Chức năng bao gồm việc xây dựng và vận hành các sân bay, quản lý không lưu, chứng nhận nhân viên và máy bay, và bảo vệ tài sản của Hoa Kỳ trong quá trình phóng hoặc re-entry của các phương tiện không gian thương mại.

## Các chức năng chính
Vai trò của FAA bao gồm:
- Điều tiết vận chuyển không gian thương mại của Hoa Kỳ
- Điều chỉnh các tiêu chuẩn hình học và kiểm tra chuyến bay của các cơ sở hàng không
- Khuyến khích và phát triển hàng không dân dụng, bao gồm cả công nghệ hàng không mới
- Cấp, đình chỉ hoặc thu hồi chứng chỉ phi công
- Điều chỉnh hàng không dân dụng để thúc đẩy an toàn giao thông tại Hoa Kỳ, đặc biệt thông qua các văn phòng địa phương gọi là Văn phòng tiêu chuẩn chuyến bay
- Phát triển và vận hành một hệ thống kiểm soát không lưu và điều hướng cho cả máy bay dân dụng và quân sự
- Nghiên cứu và phát triển Hệ thống không phận quốc gia và hàng không dân dụng
- Phát triển và thực hiện các chương trình kiểm soát tiếng ồn máy bay và các tác động môi trường khác của hàng không dân dụng

## Tổ chức
FAA được chia thành 4 "lĩnh vực công vụ" (LOB). Mỗi LOB có vai trò cụ thể trong FAA.
- Các sân bay (ARP): kế hoạch và phát triển các dự án liên quan đến sân bay, giám sát việc xây dựng và hoạt động của họ. Đảm bảo tuân thủ các quy định của liên bang.[4]
- Tổ chức Không lưu (ATO): nhiệm vụ chính là di chuyển an toàn và hiệu quả giao thông hàng không trong Hệ thống không phận quốc gia. Nhân viên ATO quản lý các cơ sở không lưu bao gồm Tháp kiểm soát giao thông sân bay (ATCT) và Thiết bị kiểm soát tiếp cận radar thiết bị đầu cuối (TRACON).[5] Xem thêm Hỗ trợ vận hành hàng không.
- An toàn hàng không (AVS): Chịu trách nhiệm chứng nhận hàng không nhân viên và máy bay, bao gồm cả phi công, hãng hàng không và cơ khí.[6]
- Vận chuyển Không gian Thương mại (AST): đảm bảo bảo vệ tài sản của Hoa Kỳ trong quá trình ra mắt hoặc thử lại các phương tiện không gian thương mại.[7]